# Sistema mondiale di soccorso e sicurezza in mare
Il sistema mondiale di soccorso e sicurezza in mare (SMSSM), noto anche internazionalmente con la sigla GMDSS (dall'inglese Global Maritime Distress and Safety System), è un sistema di comunicazioni radio a copertura globale concepito per la sicurezza marittima, ma che integra anche funzioni di telecomunicazione, e permette di inviare e ricevere messaggi in tempo reale.

## Storia
Il sistema fu concepito nel 1992 e fu reso obbligatorio dalla data del 1º febbraio 1995 per le navi di nuova costruzione e dal 1º febbraio 1999 per quelle esistenti. A partire da tale periodo tutte le navi passeggeri e le sole navi da carico aventi GT superiore o uguale a 300 entrambe che effettuano navigazione internazionale, e comunque appartenenti ad un paese firmatario della convenzione internazionale "SOLAS 74", dovevano equipaggiarsi di apparecchiature di questo sistema. Successivamente l'obbligo è stato esteso a tutte le navi passeggeri che effettuano navigazione nazionale, a tutti i pescherecci aventi una lunghezza uguale o superiore ai 24 metri, a tutte le navi veloci (HSC) nonché agli yacht iscritti nei registri internazionali, tutte appartenenti a paesi della comunità europea.
Questo sistema doveva essere adottato e gemellato agli Ufficiali Radiotelegrafisti aggiornati al nuovo sistema ma poi fu introdotto nelle mansioni degli Ufficiali di Coperta.
Oggi questo sistema è completo in tutto il mondo, ad eccezione di qualche Paese che trasmette ancora in codice Morse, in quanto ogni Nazione può decidere liberamente il da farsi per le proprie tecnologie di radiocomunicazioni.

## Zone
Tutti i mari e gli oceani del mondo sono stati suddivisi in 4 zone, chiamate Aree Marittime:
- A1: Area coperta da almeno una stazione costiera in ascolto permanente DSC (Digital Selective Calling ovvero: chiamata selettiva digitale) in VHF. Il segnale inviato dalla nave può essere ricevuto entro un raggio di circa 30 NM dalla stazione costiera;
- A2: Area coperta da almeno una stazione costiera in ascolto permanente DSC in MF. Il segnale inviato dalla nave può essere ricevuto entro un raggio di fino alle 250/400 NM dalla stazione costiera;
- A3: Area coperta da almeno una stazione costiera in ascolto permanente DSC in MF/HF; inoltre la copertura in quest'area viene assicurata da 4 satelliti geostazionari (INMARSAT) posti ad una altezza di 36.000 km[1] dalla superficie terrestre e  ricevono segnali da imbarcazioni che si trovino a non più di 76° di latitudine[2] (in precedenza 70°);
- A4: È tutta la zona che resta fuori dalle zone A1, A2, A3; copre le zone con latitudine maggiore di 76°, mediante stazioni costiere che trasmettono in MF/HF con DSC e radiotelex.

## Abilitazione
L'abilitazione all'utilizzo di apparecchiature digitali selettive prevede un'adeguata certificazione di un Ministero con specifiche deleghe. In Italia il ministero competente è il Ministero dello sviluppo economico; tuttavia, in virtù di esami di competenza presso la sede ministeriale di Roma, grazie a convenzioni internazionali è possibile anche convertire tramite "convalida" (detta endorsement in inglese) i certificati emessi da altri Stati europei secondo lo standard CEPT.
Il certificato più importante per il personale marittimo è il "certificato generale di operatore delle radiocomunicazioni del servizio mobile marittimo" (G.O.C. ovvero «global operator certificate») per usi commerciali e lavorativi su navi da carico o passeggeri o altro.
Per il Diporto vi sono due tipi di certificati:
Lo Short Range Certificate SRC (limitato all'utilizzo di VHF DSC, AIS, EPIRB, SART);
Il Long Range Certificate LRC che consente l'utilizzo di apparati VHF DSC, AIS, EPIRB, SART, INMARSAT, NAVTEX, MF/HF in qualsiasi area di navigazione nel mondo.
In Italia questi certificati vengono conseguiti presso il Ministero dello sviluppo economico - Dipartimento delle comunicazioni in Roma, eccetto quello per uso dei pescherecci che viene conseguito presso gli Ispettorati territoriali del Dipartimento per le comunicazioni delle singole regioni italiane. 
All'infuori di questi certificati vengono usati in casi particolari i certificati limitati RTF per telefonista di bordo per navi fino a 150 tonnellate di stazza con potenza delle apparecchiature radio fino a 60 Watt.
Questo certificato viene usato su imbarcazioni dove vi è soltanto l'apparecchiatura radio-ricetrasmittente semplice e cioè senza il dispositivo DSC e quindi il VHF semplice, mentre per il VHF/DSC bisogna avere uno dei certificati di cui sopra.
Per sostenere gli esami per i conseguimenti di questi Certificati è necessaria una buona preparazione e un'ottima conoscenza delle procedure e tecniche del sistema GMDSS. 
Il candidato può presentarsi all'esame preparandosi privatamente oppure seguendo appositi corsi di preparazione.
Esistono attualmente centri specializzati e riconosciuti dal Dipartimento delle comunicazioni.
Si effettuano frequenti campagne ispettive PSC per verificare la capacità degli operatori ad utilizzare con competenza tali apparecchiature, il cui uso inappropriato causa numerosi falsi allarmi sul sistema satellitare, con conseguenti ripercussioni sulle procedure SAR (Ricerca e Soccorso).

### Riferimenti normativi italiani
- legge 23 maggio 1980, n. 313: Convenzione internazionale per la salvaguardia della vita umana in mare (SOLAS)
- decreto ministeriale 25 luglio 2002, n. 214: Regolamento concernente la revisione della normativa attinente ai titoli di abilitazione all'esercizio di stazioni radioelettriche di bordo di navi mercantili non soggette alle prescrizioni della convenzione Solas 74/83 Archiviato il 20 dicembre 2012 in Internet Archive..
- decreto ministeriale 2003 15 aprile 2003, n.130: Regolamento riguardante la regola tecnica per la costituzione e sistemazione degli impianti radioelettrici da installare a bordo delle navi soggette ai requisiti previsti dal GMDSS.

### Testi
- Nino Janniello, Il sistema GMDSS - Procedure e operabilità nel sistema DSC Inmarsat